# John F. Kennedy Center for the Performing Arts

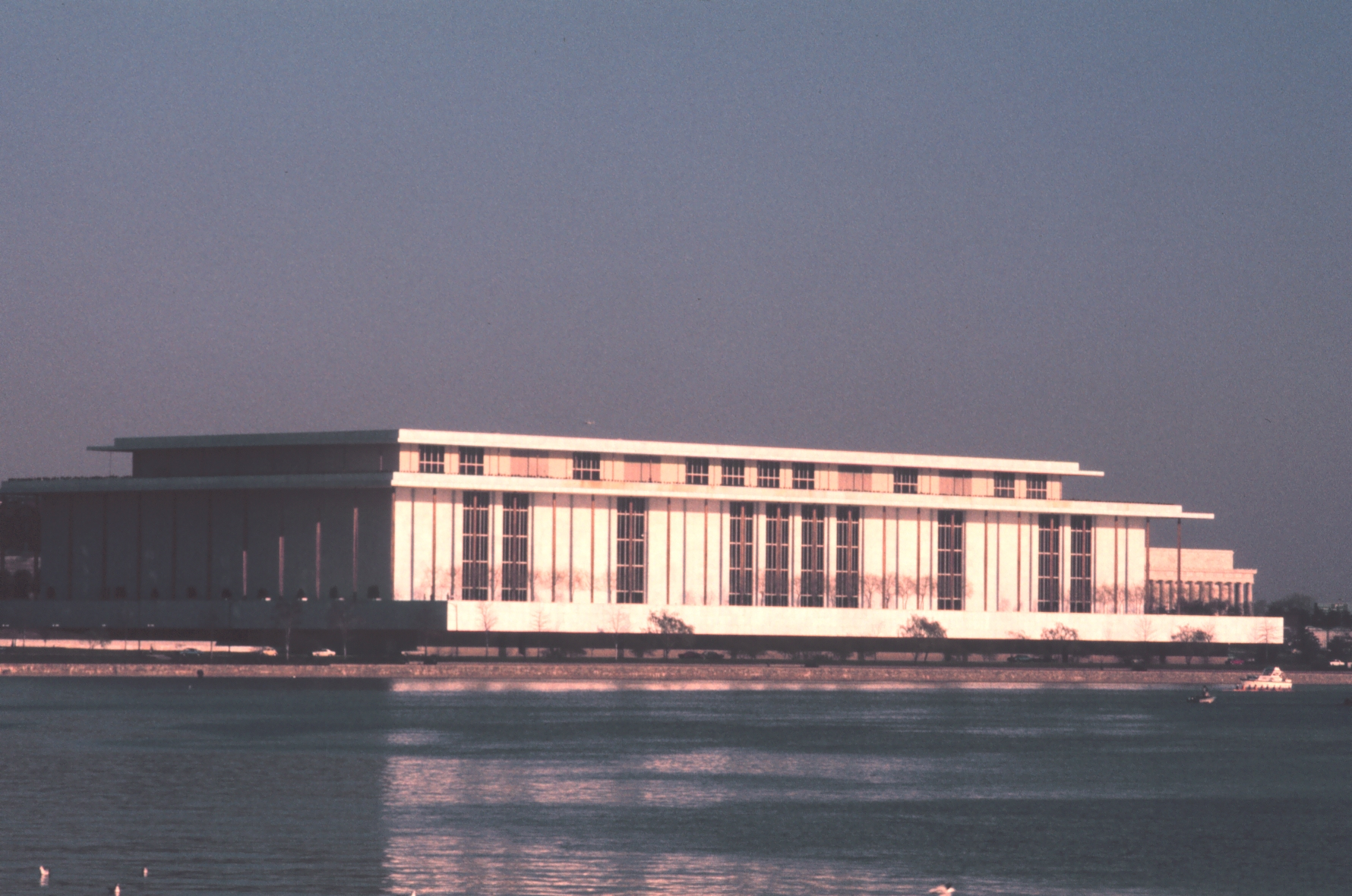
Kennedy Center

Het John F. Kennedy Center for the Performing Arts of kortweg Kennedy Center is een centrum voor uitvoerende kunsten, gelegen in Washington D.C. aan de oever van de Potomac tegenover het Theodore Roosevelt Island en naast het Lincoln Memorial. Het werd in 1971 geopend. Het gebouw is ontworpen door architect Edward Durrell Stone.
Het centrum is een publiek-private samenwerking, aangezien het de gedachtenis aan president John F. Kennedy eert en de "National Center for the Performing Arts" herbergt. De kosten worden grotendeels gedekt door inkomsten van kaartverkoop en giften.
De Kennedy Center Board of Trustees onderhoudt en beheert het centrum en zijn site. Op 12 februari 2025 werd president Donald Trump voorzitter van de raad van bestuur met meerderheid van stemmen van de nieuw samengestelde raad, nadat hij eerst verschillende van zijn aanhangers, onder wie Usha Vance, had aangesteld en anderen die waren benoemd door Democratische presidenten, had verwijderd.

## Activiteiten
In het Kennedy Center zijn gevestigd:
- het National Symphony Orchestra
- de Washington National Opera
- het Washington Ballet
- het American College Theater Festival.

Sinds 1978 worden jaarlijks de Kennedy Center Honors uitgereikt aan vijf artiesten of groepen. Sinds 1998 reikt het Kennedy Center ook een jaarlijkse Mark Twain Prize for American Humor uit.